# 扬·范德霍斯特
扬·范德霍斯特（德語：Jan van der Horst，1948年9月1日—），荷兰男子赛艇运动员。他曾代表荷兰参加世界赛艇锦标赛，获得一枚铜牌。他也曾参加1976年夏季奥林匹克运动会。